# Carl Theodor Zahle
Carl Theodor Zahle (Roskilde, 19 gennaio 1866 – Copenaghen, 3 febbraio 1946) è stato un politico e avvocato danese, primo ministro della Danimarca dal 1909 al 1910 e dal 1913 al 1920.

## Biografia
Eletto membro della Camera bassa nel 1895, fu tra i fondatori del partito radicale danese (Det Radikale Venstre). Nel 1911 venne eletto sindaco di Stege. Nel 1913 il partito social-liberale ed il partito socialdemocratico ottennero la maggioranza nella Camera bassa e Zahle riuscì a formare un governo con Erik Scavenius ministro degli Esteri e Ove Rode al dicastero degli Interni. Nel 1928 venne eletto alla Camera alta e l'anno seguente fu nominato ministro della Giustizia, carica che mantenne fino al 1935.
Durante la prima guerra mondiale la Danimarca mantenne la propria neutralità, ma Zahle venne accusato di essere eccessivamente amichevole con la Germania. 
In seguito alla firma del Trattato di Versailles venne stabilito che la Germania avrebbe restituito alla Danimarca parte dello Schleswig, che era stato sottratto dalla Prussia nel 1860. Venne stabilito che si sarebbero tenuti due plebisciti per stabilire le sorti dello Schleswig del Nord e dello Schleswig centrale; il primo vide la vittoria con il 75% dei filo-danesi, mentre il secondo venne vinto ampiamente da coloro i quali preferivano restare parte dello stato tedesco. 
Zahle accettò il responso della consultazione popolare, ma il re Cristiano X, ritenendo di interpretare il sentimento popolare, spingeva per l'annessione anche dello Schleswig centrale. Zahle rifiutò e Cristiano X lo depose nel 1920, scatenando la cosiddetta Crisi di Pasqua, durante la quale i socialdemocratici, i socialisti e i social-liberali accusarono il sovrano di aver agito in modo anticostituzionale. Durante il governo di Thorvald Stauning, Zahle ricoprì la carica di ministro della Giustizia dal 1929 al 1935 e dal 1936 al 1939 fu presidente della Camera alta.